# Combinette
Une combinette est une sorte de combinaison moderne, généralement très courte (mi-cuisses ou moins), en satin ou en soie, dont la coupe est proche de celle d'une nuisette.

## Référence
- Didczuneit, V., Sowade, H., & der Bundesrepublik, S. H. D. G. (2004). Geschenk für den millionsten Gastarbeiter: Zündapp Sport Combinette. Stiftung Haus der Geschichte der Bundesrepublik Deutschland.